# Gmunden (distrito)
| Distrito de Gmunden                                          |                                          |
| Estado                                                       | Alta Áustria                             |
| Capital                                                      | Gmunden                                  |
| Área                                                         | 1.432,62 km²                             |
| População                                                    | 99 663 habitantes (1 de janeiro de 2010) |
| Densidade                                                    | 70 hab./km²                              |
| Website                                                      | Site oficial                             |
| Localização de Distrito de Gmunden no estado de Alta Áustria |                                          |
|                                                              |                                          |

Gmunden é um distrito da Áustria localizado no estado da Caríntia.

## Cidades e municípios
Gmunden possui 20 municípios, sendo três deles com estatuto de cidade (Stadtgemeinde) e sete com estatuto de mercado (Marktgemeinde):
| Cidades: - Bad Ischl - Gmunden - Laakirchen Mercados: - Altmünster - Bad Goisern am Hallstättersee - Ebensee - Hallstatt - Sankt Wolfgang im Salzkammergut - Scharnstein - Vorchdorf | Municípios: - Gosau - Grünau im Almtal - Gschwandt - Kirchham - Obertraun - Ohlsdorf - Pinsdorf - Roitham - Sankt Konrad - Traunkirchen |

|  |